# Jörgen Elofsson

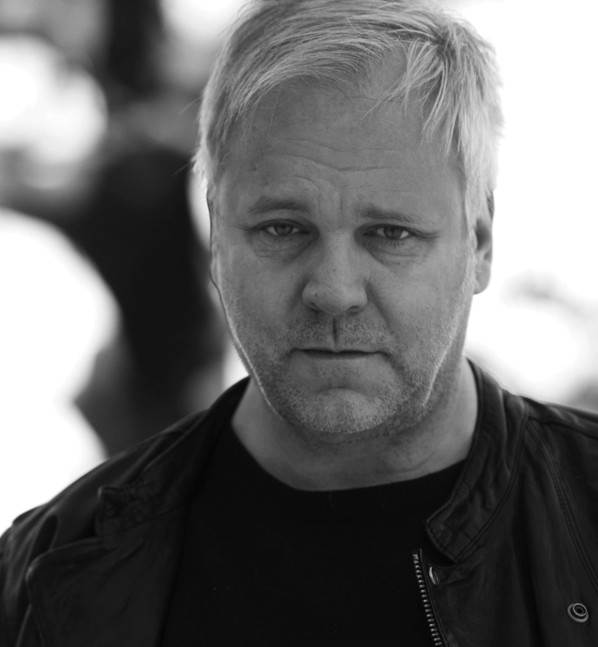
Jörgen Elofsson (2016)

Jörgen Kjell Elofsson (* 14. Januar 1962) ist ein schwedischer Songwriter. Elofsson arbeitete unter anderem für Britney Spears, Kelly Clarkson, Ana Johnsson, Marie Serneholt und Shayne Ward. Daneben schreibt er auch für die Gruppen Westlife und Il Divo. 

## Werdegang
Seine musikalische Karriere begann er mit 16 Jahren als Lead-Sänger und Gitarrist in verschiedenen Bands. Danach startete er eine Solokarriere und veröffentlichte in den Jahren 1989 und 1992 zwei Alben unter dem Namen "Shane". 
Ab 1994 war er nur noch als Songwriter tätig. Ab Januar 1998 arbeitete er bei den Cheiron Studios, wo er vor allem  mit David Kreuger und Per Magnusson zusammenarbeitete. 
Im Jahr 2005 gründete er das Label Planet Six von Sony BMG. 
Im Folgejahr wurde sein Lied "The Time of Our Lives" offizielle Hymne der FIFA für die Fußball-Weltmeisterschaft 2006 in Deutschland. Es wurde von Il Divo und Toni Braxton gesungen.
2009 schrieb er Songs für Finalisten der Castingshows Deutschland sucht den Superstar, Idol, American Idol, The X-Factor und Pop Idol.
2012 komponierte und produzierte er das Comeback-Soloalbum A von Agnetha Fältskog (ehemals ABBA), das 2013 veröffentlicht wurde.